# Alexander Marcet

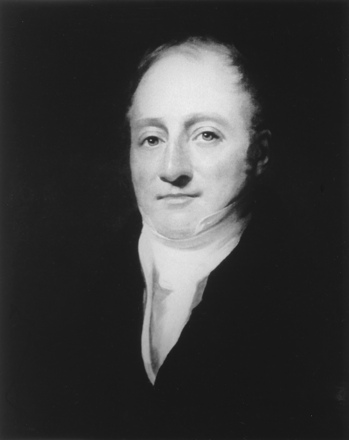

Alexandre John Gaspard Marcet (Genebra, 1 de Agosto de 1770 — Londres, 19 de Outubro de 1822), mais conhecido por Alexander Marcet, foi um médico e químico que se destacou no campo da química analítica, em particular no campo das análises da composição química das águas do mar.

## Obras publicadas
- An essay on the chemical history and medical treatment of Calculous Disorders. 1817.
- Versuch einer chemischen Geschichte und aerztlichen Behandlung der Steinkrankheiten. 1818.
- Ueber das specifische Gewicht, die Temperatur und die Salze des Meerwassers in verschiedenen Theilen des Weltmeers und in eingeschlossenen Meeren. 1819.
- Chemische Untersuchungen über die Harnsteine. 1820.